# Alejandro Yearwood
Alejandro Alonso Yearwood Francis (Colón, Panamá, 29 de abril de 1996) es un futbolista panameño que juega como defensa en el Club Deportivo Universitario de la Primera División de Panamá.

## Trayectoria

### CD Árabe Unido
Se formó en las categorías inferiores del CD Árabe Unido y su debut profesional fue el 16 de agosto de 2015 en la victoria 1 a 2 contra el Sporting SM en el Estadio Luis Ernesto Cascarita Tapia siendo titular jugando todo el partido. Salió campeón del Torneo Apertura 2015 en donde le ganaron la final por 3 a 0 por penales en donde quedaron 1 a 1 en los tiempos extras en donde no estuvo convocado, en dicho torneo jugó 1 partido.

### Sporting SM
El 1 de enero de 2017 fue anunciado como nuevo jugador del Sporting San Miguelito. Debutó con el club el 14 de enero de 2017 en la derrota 0 a 3 contra el Tauro FC en el Estadio Luis Ernesto Cascarita Tapia siendo titular y jugó todo el partido. En la LPF Clausura 2017 jugó 4 partidos en donde quedaron en la octava posición. En la LPF Apertura 2017 jugó 14 partidos quedando nuevamente en la octava posición. En la LPF Clausura 2018 jugó 13 partidos y anotó 1 gol en donde quedaron en la séptima posición.

### CD Centenario
El 15 de julio de 2018 fue anunciado como nuevo jugador del CD Centenario para jugar en la Liga de Ascenso de Panamá. Disputó el Ascenso LPF Apertura 2018 llegando hasta los cuartos de final en donde fueron eliminados con un global de 0 a 2 contra el Azuero FC y el Ascenso LPF Clausura 2019 llegando hasta semifinales en donde fueron eliminados 2 a 3 contra el SD Atlético Nacional.

### CD Árabe Unido
El 1 de julio de 2019 fue anunciado si regreso al CD Árabe Unido. Disputó su primer partido tras su regreso el 28 de julio de 2019 en la victoria 
1 a 2 contra el Alianza FC en el Estadio Rommel Fernández en donde fue titular y jugó todo el partido. En el Torneo Apertura 2019 jugó 11 partidos en donde quedaron en la séptima posición. En el Torneo Apertura 2020 sólo jugó 7 partidos porque el torneo se canceló por el COVID 19. En el Torneo Clausura 2020 jugó 4 partidos en donde quedaron en la séptima posición. En el Torneo Apertura 2021 jugó 15 partidos, en el Torneo Clausura 2021 en donde jugó 11 partidos en donde quedaron en la quinta posición de la conferencia este. En el Torneo Apertura 2022 jugó 14 partidos en donde quedaron en la última posición de la conferencia este.

### CA Independiente
El 2 de junio de 2022 fue anunciado como nuevo jugador del CA Independiente. Debutó con el club el 23 de julio de 2022 en el empate 0 a 0 contra Veraguas United FC en donde fue titular y jugó todo el partido. Salió campeón con el club del Torneo Clausura 2022 en donde ganaron la final 2 a 1 en los tiempos extras contra el Club Deportivo Universitario en el Estadio Rommel Fernández en donde fue titular y jugó todo el partido, en dicho torneo jugó 17 partidos. Fue bicampeón del Torneo Apertura 2023 en donde ganaron la final 3 a 1 contra el Tauro FC en el Estadio Rommel Fernández en donde no estuvo por ya pertenecía a otro club y se le dioo el tituló por que jugó 3 partidos en el torneo.

### Zamora FC
El 2 de febrero de 2023 fue anunciado como nuevo jugador del Zamora FC Debutó con el club el 3 de febrero de 2023 en la victoria 3 a 0 contra el Club Deportivo Hermanos Colmenárez en el Estadio Agustín Tovar siendo titular y jugó todo el partido. En la Primera División de Venezuela 2023 jugó 7 partidos en donde quedaron en la duodécima posición.

### CD Universitario
El 13 de julio de 2023 fue anunciado como nuevo jugador del Club Deportivo Universitario. Debutó con el club el 23 de julio de 2023 en el empate 0 a 0 contra el Atlético Chiriquí siendo titular y jugó todo el partido. En el Torneo Clausura 2023 jugó 15 partidos en donde quedaron en la cuarta posición de la conferencia oeste. En el Torneo Apertura 2024 jugó 15 partidos en donde quedaron en la quinta posición de la conferencia oeste.

## Selección nacional
Debutó con la selección absoluta el 26 de febrero de 2020 en el empate 0 a 0 contra  Nicaragua en un partido amistoso en el Estadio Nacional de Fútbol de Nicaragua siendo titular jugando todo el partido.

## Clubes
| Club             | País      | Año             |
| ---------------- | --------- | --------------- |
| CD Árabe Unido   | Panamá    | 2015            |
| Sporting SM      | Panamá    | 2017 - 2018     |
| CD Centenario    | Panamá    | 2018 - 2019     |
| CD Árabe Unido   | Panamá    | 2019 - 2022     |
| CA Independiente | Panamá    | 2022 - 2023     |
| Zamora FC        | Venezuela | 2023            |
| CD Universitario | Panamá    | 2023 - presente |

## Palmarés

### Títulos nacionales
| Título           | Club             | País   | Año    |
| ---------------- | ---------------- | ------ | ------ |
| Primera División | CD Árabe Unido   | Panamá | 2015-A |
| Primera División | CA Independiente | Panamá | 2022-C |
| Primera División | CA Independiente | Panamá | 2023-A |